# Пазич Ігор Іванович
Ігор Іванович Пазич (22 вересня 1967, м. Донецьк Донецька область — 6 березня 2022, район м. Миколаїв) — український військовослужбовець, льотчик, бортовий-технік, капітан 18-тої окремої бригади армійської авіації Збройних Сил України.

## Біографія
Ігор Пазич народився 22 вересня 1967 році в місті Донецьк. Із дитинства мріяв стати військовим. У 1988 році закінчив Ленінградське військове технічне училище (нині Військовий інженерно-технічний університет). Здобув освіту у Харківському авіаційному інституті. Після навчання любив грати у вільний час в теніс.
У 2014 році коли почалася війна родина переїхала з Донецька до Білої Церкви. З 2015 року служив у 18 окремій бригаді армійської авіації імені Івана Сікорського.
Загинув 6 березня 2022 року на Миколаїві зупиняючись ворожу колону, що сунулася з Баштанки на Кривий Ріг.
Разом з Ігорем загинули: льотчик штурман майор Констянтин Зебницький, командири вертолітної ланки авіаційної ескадрильї майор Ігор Туревич, капітан Сергій Бондаренко.
Похований 23 березня 2022 року на Алеї Героїв Сухоярського кладовища у місті Біла Церква на Київщині.
В Ігоря залишилася мама, дружина та 32-річна донька Анастасія (1992 р.н.).

## Нагороди
- Орден Богдана Хмельницького ІІ ступеня (15 квітня 2022, посмертно) — за особисту мужність і самовіддані дії, виявлені у захисті державного суверенітету та територіальної цілісності України, вірність військовій присязі[1]
- Орден Богдана Хмельницького ІІІ ступеня (12 березня 2022) — за особисту мужність і самовіддані дії, виявлені у захисті державного суверенітету та територіальної цілісності України, вірність військовій присязі[2]